# Sand Land
Sand Land (стилізовано великими літерами) — японська манґа, написана та проілюстрована Акірою Торіямою. З травня по серпень 2000 року публікувалася в журналі Weekly Shonen Jump видавництва Shueisha, а в листопаді 2000 року був зібраний в єдиний том. У серпні 2023 року була випущена CGI аніме-адаптація, спільного виробництва Sunrise, Kamikaze Douga та Anima, та оригінальна мережева анімація (ONA) транслюватиметься по всьому світу на Disney+ і Hulu в березні 2024 року. Адаптація у виді рольової відеоігри, розробником якої є ILCA та видавцем Bandai Namco Entertainment, вийшло у квітні 2024 року.

## Сюжет
Після багатьох років стихійного лиха та війни світ залишився без основного джерела води; річка, яка забезпечувала країну водою, давно пересохла. Коли жадібний король країни робить особисте водопостачання дедалі дорожчим для громадян Країні Пісків, люди починають грабувати одне одного заради води та грошей. Шериф Рао, втомлений жадібністю короля, звертається до демонів Країни Пісків по допомогу в пошуках нового джерела води. Принц демонів Вельзевул та його друг Злодій погоджуються приєднатися до Рао.
Невдовзі після початку квесту їхня машина ламається, і вони змушені викрасти танк у королівської армії. Це викликає гнів короля, і він мобілізує свої сили, щоб зупинити їх. Шериф Рао, колишній легендарний генерал королівської армії, здатен швидко впоратися з усіма спробами нинішньої армії перешкодити їхньому просуванню. Дійшовши до передбачуваного джерела води в кінці пересохлого русла річки, вони знаходять озеро, яке тепер слугує приватним заповідником короля. Щоб забезпечити королю монополію на воду, Рао, демони та ті, хто співчуває їхній справі, руйнують дамбу, яка замикає воду за собою. В результаті вода повертається у світ, і деспотичному правлінню короля приходить кінець.

## Персонажі
Вельзевул (яп. ベルゼブブ, Beruzebubu)
Вельзевул, названий на честь однойменного біблійного демона, є сином Люцифера і князем демонів. Намагається жити у відносній гармонії з людьми. Він регулярно краде у них воду, але бере лише стільки, скільки потрібно йому і демонам для виживання. Приєднавшись до шерифа Рао з нудьги, Вельзевул використовує свій гострий зір і демонічну силу для боротьби з тиранічним королем.
Рао (яп. ラオ, Rao)
Літній чоловік. Рао прагне звільнити народ Країни Пісків від королівської кишені. Раніше відомий як Генерал Сіба (яп. シバ将軍, Shiba Shōgun), він вважається загиблим 30 років тому разом зі своїми військами під час знищення таємничої зброї за наказом короля. Подорожуючи з Вельзевулом і Сіфом, Рао дізнається, що зброя насправді була не зброєю, а машиною для штучного створення води. Рао вирішує виправити свою провину, скинувши короля і допомігши тим, чиї сім'ї загинули через його дії.
Сіф (яп. シーフ, Shīfu)
Сіфа найняв Вельзевул за його вміння красти та велику мудрість. Він часто бореться з Вельзевулом за право керувати танком.
Генерал Ар (яп. アレ将軍, Are Shōgun)
Командир, який служить у королівській армії, під начальством Зео. Він вважав, що народ Піччі планував створити супер-зброю, доти, доки не зустрів шерифа Рао і Сіфа. Сіф передав йому, що Піччі працювали над машиною для створення штучної води, а не для війни. Ар зневірився в королі, і відтоді вирішив сприяти Вельзевулу, Рао і Сіфу в їхніх спробах знайти легендарне озеро.
Командир Зео (яп. ゼウ大将軍, Zeu Daishōgun)
Головний антагоніст. Старіючий командир королівського війська. Через слабке тіло Зео прикутий до плавучого роботизованого підйомника. Він наказав напасти на народ Піччі, творців машини, що виробляє воду, щоб позбутися непокірної танкової бригади Сіби та загрози монополії короля. Він використовує короля як підставну особу, щоб керувати Країною Пісків. Зрештою, Ар стріляє в нього і вбиває пострілом з танкової гармати.
Король (яп. 国王, Kokuō)
Як чинний правитель Країни Пісків, король отримує величезні прибутки, продаючи воду в пляшках за високими цінами. Він намагається усунути Рао, щоб ніхто не дізнався про його особистий запас води та знищену ним машину для створення води. Після того, як вода повертається в Країну Пісків, Рао змушує його віддати своє багатство людям.

## Виробництво
Торіяма задумав, щоб «Sand Land» була короткою історією про людину та танк, яку він написав для власного задоволення. Однак у нього виникли труднощі з малюванням танка, і, оскільки Торіяма наполягав на тому, щоб намалювати все сам, незабаром про це пошкодував. Хоча він розчарувався, він вже придумав змову і тому був змушений довести її до кінця.

## Медіа

### Манґа
Написана та проілюстрована Акірою Торіямою, «Sand Land» виходила в журналі Weekly Shōnen Jump видавництва Shueisha з 9 травня по 8 серпня 2000 року. 14 розділів було зібрано в один том, який було випущено 2 листопада 2000 року.

#### Список томів
| № | Дата виходу      | ISBN               |
| - | ---------------- | ------------------ |
| 1 | 2 листопада 2000 | ISBN 4-08-873039-9 |

### Аніме

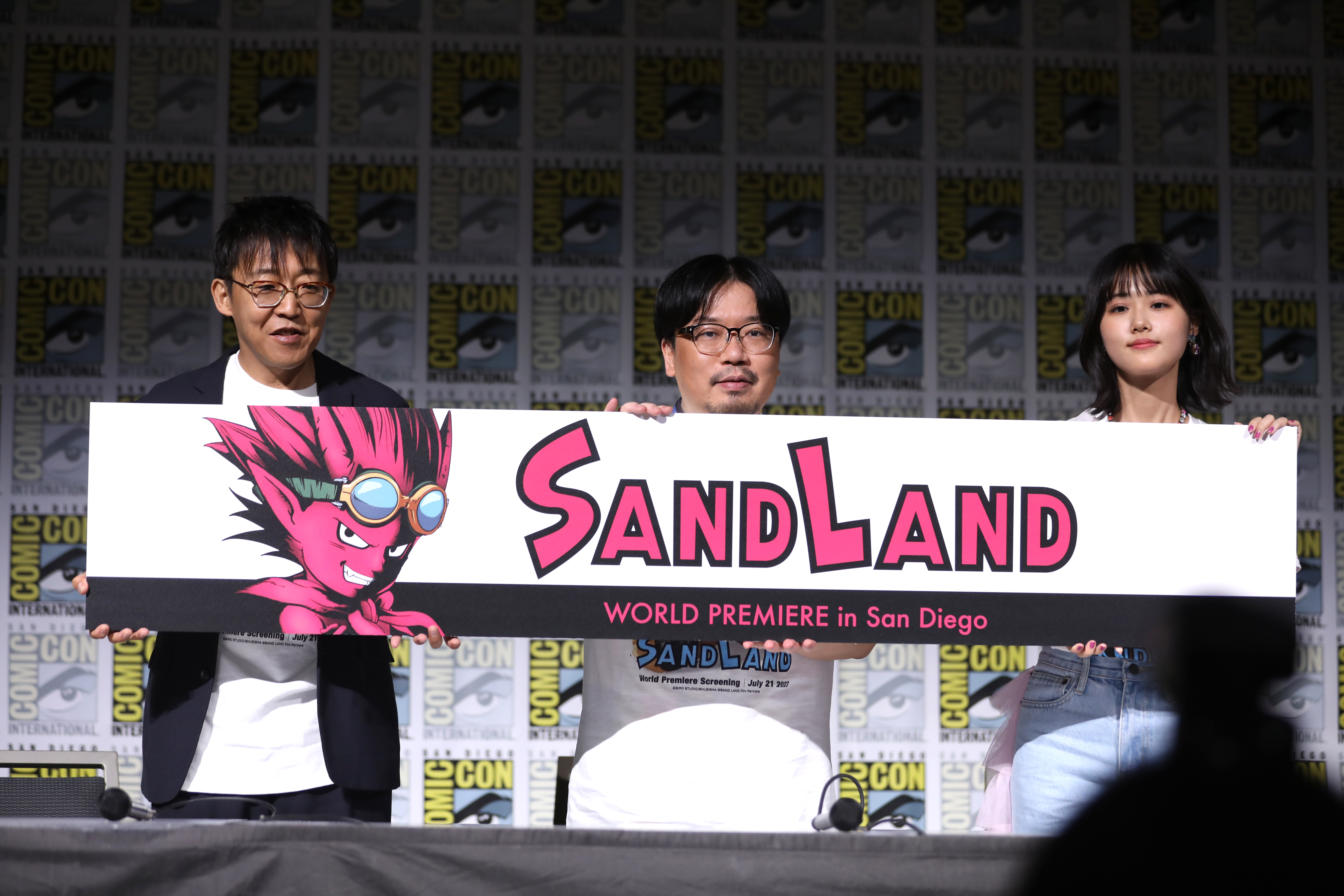
Акіо Ійоку, Тошіхіса Йокошіма та Нанока Хара на Comic-Con у Сан-Дієго, 2023

8 грудня 2022 року Bandai Namco відкрила веб-сайт для «Sand Land Project» і завантажила тизер, яке показує мистецтво Торіями з манґи. На веб-сайті містився зворотний відлік, який закінчився 17 грудня. Того дня було оголошено, що манґа отримає CGI аніме-адаптацію, спільного виробництва студій Sunrise, Kamikaze Douga та Anima. Світова прем’єра фільму відбулася на San Diego Comic-Con 22 липня 2023 року в Сан-Дієго, Каліфорнія. Він був випущений в японських кінотеатрах 18 серпня 2023 року компанією Toho.
14 листопада 2023 року було оголошено про випуск оригінальної мережевої анімації (ONA). Серіал буде транслюватися по всьому світу на Disney+ і Hulu 20 березня 2024 року. Перші шість епізодів містять арку «Akuma no Ōji» (яп. 悪魔の王子), які переказують історію фільму з деякими новими сценами, а останні сім епізодів складають арку «Tenshi no Yūsha» (яп. 天使の勇者) , яку Торіяма спеціально написав для ONA. Торіяма також особисто дав назви двом аркам та створив нових персонажів Енн і Муніель. Однак він помер ще до прем'єри аніме.

### Відеогра
На Summer Game Fest 8 червня 2023 року було анонсовано створення рольової екшн-гри за мотивами серіалу. Вона буде розроблена ILCA і випущена Bandai Namco Entertainment. Гра використовуватиме ігровий рушій Unreal Engine 5. Випуск гри запланований на 25 квітня 2024 року в Японії для PlayStation 4, PlayStation 5, Xbox Series X/S і Windows, а наступного дня – у всьому світі.

## Сприйняття
Грег МакЕлхаттон назвав Sand Land «найкращим одноразовим коміксом, виконаним ідеально». Його рецензія називає це веселою легкою історією, яка, хоча й не обов’язково глибока чи запам’ятовується, добре підходить для дослідження вигаданого світу та унікальних персонажів, які в ньому живуть. Незважаючи на скарги Торіями щодо дизайну танка, МакЕлхаттон високо оцінив мистецтво, заявивши, що воно більш послідовне, ніж його попередня робота Dragon Ball. Джон Джакала з Anime News Network також назвав художнє оформлення та історію кращими за Dragon Ball. Джакала сказав, що персонажі є великою частиною чарівності серіалу, стверджуючи, що Торіяма виконав «майстерну роботу», встановивши вигляд і особистість кожного персонажа в першому розділі.
На Міжнародному кінофестивалі Fantasia 2023 аніме-адаптація Sand Land отримала спеціальну відзнаку журі в категорії «Досконалість анімації». Фільм стартував на шостому місці у японському прокаті та зібрав 2,98 мільйона доларів на третій тиждень. Еван Маллікейн із Screen Rant високо оцінив фільм, написавши, що він «доводить, що оригінальна манґа Sand Land є справжнім твором Торіями». Він виявив, що «безшовне» поєднання 3D- і 2D-анімації створює особливий вигляд, який «гарно» передає твори Торіями, і зазначив, що всі найкращі моменти фільму засновані на розвитку трьох центральних персонажів. Написавши для Anime News Network, Калай Чік назвав фільм «приємним попкорн-фільмом» та дав йому рейтинг B+. Давши фільму три зірки з п’яти, Метт Шлі з The Japan Times назвав його прямолінійною балаганкою, яка «передусім весела», але залишає глядачам глибші теми для роздумів. Він похвалив жарти між трьома головними героями як цікаві, причому Вельзевул був «особливо чарівним», а персонажі другого плану підкреслили вміння Торіями створювати візуальні жарти. Хоча Шлі писав, що історія та комп’ютерна анімація в «Sand Land» навряд чи розчарують глядачів, він зауважив, що в цьому немає «нічого особливо революційного», і припустив, що фільм міг бути трохи коротшим.